# Pectolyase
Pectolyase is een enzym dat in staat is om pectine af te breken. Het wordt onder andere in de bereiding van vruchtenwijn gebruikt, omdat veel vruchten pectine bevatten. 
Pectolyase wordt gewonnen bij het persen van appelpulp: appels bevatten tamelijk veel van dit enzym.
Voor gebruik moet pectolyase worden toegevoegd nadat het vruchtensap gekookt is: bij verhitting wordt het van nature aanwezige pectolyase buiten werking gebracht.